# Zeeduizendpoten
Zeeduizendpoten (Nereididae) zijn een familie van borstelwormen (Polychaeta) uit de orde van de Phyllodocida.

## Taxonomie
De volgende taxa worden tot deze familie gerekend:
- Onderfamilie Gymnonereidinae Banse, 1977
  - Geslacht Australonereis Hartman, 1954
  - Geslacht Ceratocephale Malmgren, 1867
  - Geslacht Dendronereides Southern, 1921
  - Geslacht Gymnonereis Horst, 1919
  - Geslacht Kinberginereis Pettibone, 1971
  - Geslacht Laeonereis Hartman, 1945
  - Geslacht Leptonereis Kinberg, 1865
  - Geslacht Micronereides Day, 1963
  - Geslacht Nicon Kinberg, 1865
  - Geslacht Olganereis Hartmann-Schröder, 1977
  - Geslacht Rullierinereis Pettibone, 1971
  - Geslacht Sinonereis Wu & Sun, 1979
  - Geslacht Stenoninereis Wesenberg-Lund, 1958
  - Geslacht Tambalagamia Pillai, 1961
  - Geslacht Tylonereis Fauvel, 1911
  - Geslacht Websterinereis Pettibone, 1971
- Onderfamilie Namanereidinae Hartman, 1959
  - Geslacht Namalycastis Hartman, 1959
  - Geslacht Namanereis Chamberlin, 1919
- Onderfamilie Nereidinae Blainville, 1818
  - Geslacht Alitta Kinberg, 1865
  - Geslacht Ceratonereis Kinberg, 1865
  - Geslacht Cheilonereis Benham, 1916
  - Geslacht Composetia Hartmann-Schröder, 1985
  - Geslacht Eunereis Malmgren, 1865
  - Geslacht Hediste Malmgren, 1867
  - Geslacht Imajimainereis de León-González & Solís-Weiss, 2000
  - Geslacht Leonnates Kinberg, 1865
  - Geslacht Micronereis Claparède, 1863
  - Geslacht Neanthes Kinberg, 1865
  - Geslacht Nectoneanthes Imajima, 1972
  - Geslacht Nereis Linnaeus, 1758
  - Geslacht Paraleonnates Chlebovitsch & Wu, 1962
  - Geslacht Perinereis Kinberg, 1865
  - Geslacht Platynereis Kinberg, 1865
  - Geslacht Pseudonereis Kinberg, 1865
  - Geslacht Simplisetia Hartmann-Schröder, 1985
  - Geslacht Solomononereis Gibbs, 1971
  - Geslacht Unanereis Day, 1962
  - Geslacht Wuinereis Khlebovich, 1996

### Nomen dubium
- Onderfamilie Dendronereinae Pillai, 1961
- Geslacht Paraleonnates Amoureux, 1985

### Synoniemen
- Onderfamilie Lycastinae Corrêa, 1948 => Namanereidinae Hartman, 1959
- Onderfamilie Namanereinae Hartman, 1959 => Namanereidinae Hartman, 1959
- Onderfamilie Nereinae => Nereidinae Blainville, 1818
- Onderfamilie Notophycinae Knox & Cameron, 1970 => Nereidinae Blainville, 1818
- Geslacht Iphinereis Malmgren, 1865 => Platynereis Kinberg, 1865
- Geslacht Lycastis Savigny, 1822 => Syllis Lamarck, 1818
- Geslacht Ceratocephala [misspelling of Ceratocephale] => Ceratocephale Malmgren, 1867
- Geslacht Chaunorhynchus Chamberlin, 1919 => Ceratocephale Malmgren, 1867
- Geslacht Ganganereis Misra, 1999 => Paraleonnates Chlebovitsch & Wu, 1962
- Geslacht Gymnorhynchus Horst, 1918 => Gymnonereis Horst, 1919
- Geslacht Pisionura Hartman & Fauchald, 1971 => Ceratocephale Malmgren, 1867
- Geslacht Profundilycastis Hartmann-Schröder, 1977 => Rullierinereis Pettibone, 1971
- Geslacht Cryptonereis Gibbs, 1971 => Namanereis Chamberlin, 1919
- Geslacht Lycastella Feuerborn, 1931 => Namanereis Chamberlin, 1919
- Geslacht Lycastoides Jakubova, 1930 => Namanereis Chamberlin, 1919
- Geslacht Lycastopsis Augener, 1922 => Namanereis Chamberlin, 1919
- Geslacht Arete Kinberg, 1865 => Perinereis Kinberg, 1865
- Geslacht Gnatholycastis Ehlers, 1920 => Perinereis Kinberg, 1865
- Geslacht Heteronereis Örsted, 1843 => Nereis Linnaeus, 1758
- Geslacht Johnstonia Quatrefages, 1850 => Nereis Linnaeus, 1758
- Geslacht Laevispinereis He & Wu, 1989 => Leonnates Kinberg, 1865
- Geslacht Leontis Malmgren, 1867 => Platynereis Kinberg, 1865
- Geslacht Lipephile Malmgren, 1867 => Perinereis Kinberg, 1865
- Geslacht Lycoris Lamarck, 1818 => Nereis Linnaeus, 1758
- Geslacht Naumachius Kinberg, 1865 => Nereis Linnaeus, 1758
- Geslacht Nectonereis Verrill, 1873 => Platynereis Kinberg, 1865
- Geslacht Notophycus Knox & Cameron, 1970 => Micronereis Claparède, 1863
- Geslacht Periserrula Paik, 1977 => Paraleonnates Chlebovitsch & Wu, 1962
- Geslacht Phyllodocella Fauchald & Belman, 1972 => Micronereis Claparède, 1863
- Geslacht Phyllonereis Hansen, 1882 => Pseudonereis Kinberg, 1865
- Geslacht Pisenoe Kinberg, 1865 => Platynereis Kinberg, 1865
- Geslacht Praxithea Malmgren, 1867 => Neanthes Kinberg, 1865
- Geslacht Quadricirra Banse, 1977 => Micronereis Claparède, 1863
- Geslacht Thoosa Kinberg, 1865 => Nereis Linnaeus, 1758
- Geslacht Uncinereis Chamberlin, 1919 => Platynereis Kinberg, 1865